# 8868 Hjorter
8868 Hjorter este un asteroid din centura principală de asteroizi.

## Descriere
8868 Hjorter este un asteroid din centura principală de asteroizi. A fost descoperit pe 1 martie 1992 la Observatorul La Silla în cadrul programului UESAC. El prezintă o orbită caracterizată de o semiaxă mare de 3,04 ua, o excentricitate de 0,10 și o înclinație de 12,2° în raport cu ecliptica.